# 抚松镇
抚松镇，是中华人民共和国吉林省白山市抚松县下辖的一个乡镇级行政单位。

## 行政区划
抚松镇下辖以下地区：
东北社区、城北社区、城南社区、西关社区、南关社区、城内社区、西关村、南关村、西川村、马鹿沟村、中心街村、狍子圈村、夹信子村、太安村、久财村、荒沟门村、鸡冠砬子村、双龙村、前营村、新安村、抚生村、清乡村、顺江村和山东会村。